# 유고슬라비아 세습 왕자 필리프

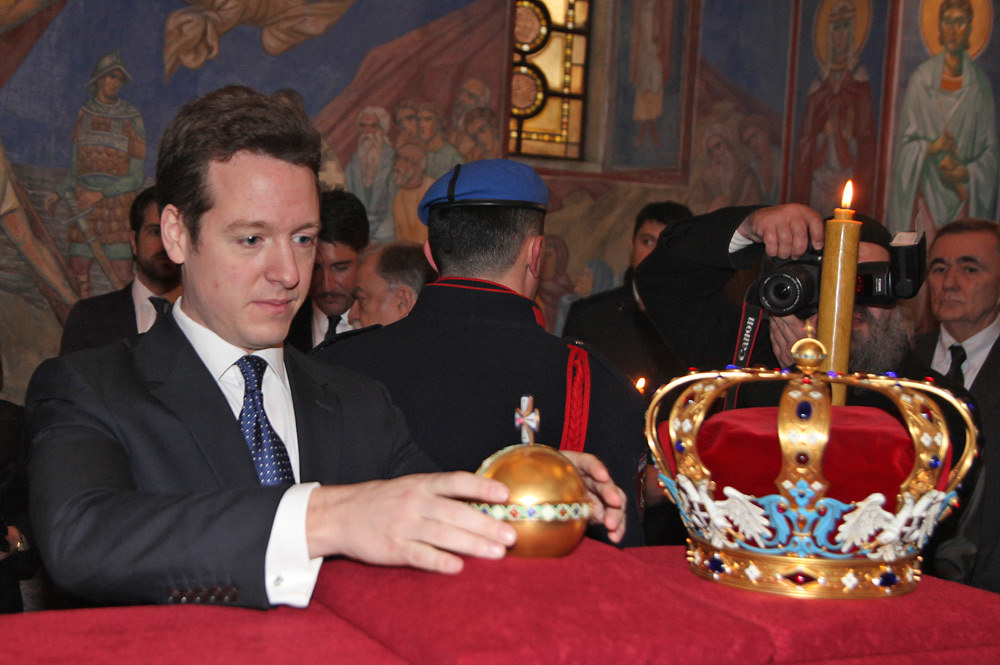
유고슬라비아 세습 왕자 필리프

유고슬라비아 세습 왕자 필리프(Philip, Hereditary Prince of Yugoslavia, 1982년 1월 15일 ~ )는 세르비아의 사업 관리자이자 카라조르제비치 왕조의 일원이며 유고슬라비아 왕세자 알렉산다르의 후계자이다. 그는 유고슬라비아의 마지막 왕인 페타르 2세의 둘째 손자이다.